# تام هول (نقاد)
تام هول (انگلیسی: Tom Hull؛ زادهٔ ۱۹۵۰) نقاد موسیقی، مهندس نرم‌افزار، طراح، نویسنده، و روزنامه‌نگار اهل ایالات متحده آمریکا است.